# Apc
Apc község Heves vármegyében, a Hatvani járásban.

## Fekvése
A Zagyva folyó völgyében, annak bal partján fekszik. Településszerkezete szerint többutcás sorfalu.
A közvetlenül határos települések: észak felől Jobbágyi, északkelet felől Szűcsi, kelet felől Rózsaszentmárton, dél felől Petőfibánya, délnyugat felől Zagyvaszántó, nyugat felől Palotás, északnyugat felől pedig Szarvasgede. A legközelebbi város a tőle délre, 9 km-re lévő Lőrinci.
Apc északkeleti szélén található az "apci tengerszem" (hivatalos nevén Széleskői-tó), amely valójában egy volt andezitbánya több méter mély, vízzel megtelt gödre.

### Megközelítése
A település közúton a 2404-es és a 2405-ös on érhető el, ezek találkozásánál fekszik; Szarvasgedével a 2131-es út köti össze. Az ország távolabbi részei felől a 21-es főúton közelíthető meg.
A hazai vasútvonalak közül a Hatvan–Somoskőújfalu-vasútvonal érinti, melynek egy (Zagyvaszántóval közös) állomása van itt; Apc-Zagyvaszántó vasútállomás Apc központjától mintegy 2 kilométerre nyugatra, külterületek közt (részben már zagyvaszántói területen) fekszik, a 2404-es út vasúti keresztezésétől nem messze délre, közúti elérését a közvetlenül mellette húzódó 2403-as út biztosítja.

## Története
Árpád-kori település, de régészeti leletek szerint már a bronzkorban is lakott hely volt. 2009-ben a régészek neolit település maradványait tárták fel a falu határában lévő Berekalja településrészen. Első fennmaradt írásos említése 1246-ból való (Opucz). Nevét a falut birtokló Apc nemzetségről kapta, de ismeretes egy legenda is, amely szerint az itt élő apácákról nevezték el.
Apcz eredetileg a patai vagy másként: mátraújvári várszerkezethez tartozott. Neve az 1332–1337 évi pápai tizedjegyzékben Opuz alakban fordul elő.
A 15. században husziták telepedtek le a faluban, melynek temploma is ebből az időből való.
A 15. század végén mezőváros volt. Országos vásárait 1482-ben és 1484-ben is említették.
1447-ben és 1448-ban a Szántaiak, utóbb a Cserőiek, 1469–1489 között pedig az apci Berczelek voltak itt birtokosok. 1480-ban a Radnóth család egyik tagja is apci nemesi előnévvel élt.
Az 1552. évi összeírás szerint 22 jobbágytelke volt.
1589–1590-ben Rákóczy Zsigmond egri várkapitány számadáskönyvei szerint a falu az egri katonaság eltartására rendelt tizedet beszolgáltatta a várba.
1584-ben Vay Ádám, Balássy István, Darvas János és a Rádayak birtoka volt.
1693-ban gróf Koháry István (országbíró) három, Vay László pedig két porta ura volt.
1741-ben gróf Starhemberg hatvani uradalmához tartozott.
A 19. században több birtokosa is volt: herceg Grassalkovich, gróf Teleki Józsefné és báró Podmaniczky Lászlóné birtoka, majd Grassalkovich-birtok, utóbb a báró Sina család, azután Kiss Miklós, majd az Almássyak kezébe került. Az Almássyaktól 1873-ban Szent-Ivány Farkas vásárolta meg, aki 1876-ban kastélyt építtetett, melyet utána hasonnevű fia örökölt.
1910-ben 2287 lakosából 2273 magyar volt, ebből 2081 római katolikus, 29 evangélikus és 159 izraelita.
1944-ben 124 zsidó élt Apcon. Május 9-én a zsidókat a csendőrség bérelt szekereken átvitte a hatvani gettóba. Június 12-én deportálták őket Auschwitzba, ebbe a transzportba került a falu utolsó rabbija, Güncz Jenő (Jósua) és családja is. A háború után mintegy 15-en tértek vissza. A zsinagóga, ahova korábban a környékbeli falvak, Jobbágyi, Rózsaszentmárton, Zagyvaszántó zsidói is jártak, súlyos károkat szenvedett. A háború után a zsidók lassanként szétszéledtek, s 1962-ben már egy sem élt közülük a faluban.

## Közélete

### Polgármesterei
- 1990–1994: Gémes Gábor (független)[5]
- 1994–1998: Gémes Gábor (független)[6]
- 1998–2002: Gémes Gábor (független)[7]
- 2002–2006: Gémes Gábor (független)[8]
- 2006–2010: Gémes Gábor (független)[9]
- 2010–2014: Dr. Bulcsú Elemér József (Fidesz-KDNP)[10]
- 2014–2019: Juhász István (független)[11]
- 2019–2024: Juhász István (független)[12]
- 2024– : Juhász István (független)[1]

## Népesség
A település népességének alakulása:
| Lakosok száma | 2536 | 2501 | 2453 | 2485 | 2455 | 2441 | 2381 |
|               | 2013 | 2014 | 2015 | 2021 | 2022 | 2023 | 2024 |

2001-ben a település lakosságának 97%-a magyar, 3%-a cigány nemzetiségűnek vallotta magát.
A 2011-es népszámlálás során a lakosok 90,9%-a magyarnak, 5,2% cigánynak, 0,8% németnek, 0,2% románnak, 0,2% szlováknak mondta magát (9,1% nem nyilatkozott; a kettős identitások miatt a végösszeg nagyobb lehet 100%-nál). A vallási megoszlás a következő volt: római katolikus 55,7%, református 3,5%, evangélikus 0,5%, görögkatolikus 0,2%, felekezeten kívüli 12,3% (25,9% nem nyilatkozott).
2022-ben a lakosság 89,9%-a vallotta magát magyarnak, 2,1% cigánynak, 0,4% németnek, 0,4% románnak, 0,1-0,1% bolgárnak és ruszinnak, 2,2% egyéb, nem hazai nemzetiségűnek (10% nem nyilatkozott; a kettős identitások miatt a végösszeg nagyobb lehet 100%-nál). Vallásuk szerint 35,8% volt római katolikus, 2,9% református, 0,3% görög katolikus, 0,2% evangélikus, 2,3% egyéb keresztény, 0,7% egyéb katolikus, 12,6% felekezeten kívüli (44,6% nem válaszolt).

## Nevezetességei
- A Szent István király római katolikus templom a 15. században épült gótikus stílusban. 1775-ben barokk stílusban átépítették. Régen kőfal vette körül.
- Borászat

## Egyéb érdekesség
A Petőfi út 4. szám alatti házban töltötte életének utolsó éveit gróf Zichy Kázmér író, a Fejér vármegyei Zichyújfalu földesura, aki uradalmának államosítása után költözött Apcra leányához, Szent-Ivány Farkasné Zichy Annához. A grófot 1955. május 1-jei halálát követően előbb Apcon temették el, de később exhumálták és a zichyújfalui temetőben helyezték örök nyugalomra.